# Ballatha laeta
Ballatha laeta är en fjärilsart som beskrevs av Walker 1865. Ballatha laeta ingår i släktet Ballatha och familjen trågspinnare. Inga underarter finns listade i Catalogue of Life.